# Гонтарівська сільська рада
Гонтарі́вська сільська́ ра́да — адміністративно-територіальна одиниця та орган місцевого самоврядування в Вовчанському районі Харківської області. Адміністративний центр — село Гонтарівка.

## Загальні відомості
- Гонтарівська сільська рада утворена в 1918 році.
- Територія ради: 101,41 км²
- Населення ради: 1 361 особа (станом на 2001 рік)

## Населені пункти
Сільській раді були підпорядковані населені пункти:
- с. Гонтарівка
- с. Дідівка
- с. Паськівка
- с. Вишневе
- с. Радькове
- с. Середівка
- с. Томахівка
- с. Широке

## Склад ради
Рада складалася з 16 депутатів та голови.
- Голова ради: Шаповалов Юрій Іванович
- Секретар ради: Партальян Ніна Миколаївна

### Керівний склад попередніх скликань
| Прізвище, ім'я, по батькові | Основні відомості                                                                       | Дата обрання | Дата звільнення |
| --------------------------- | --------------------------------------------------------------------------------------- | ------------ | --------------- |
| Микитюк Олександр Іванович  | Сільський голова, 1969 року народження, член Народно-демократичної партії               | 26.03.2006   | 01.02.2010      |
| Шаповалов Юрій Іванович     | Сільський голова, 1969 року народження, освіта середня спеціальна, член Партії регіонів | 20.06.2010   | 31.10.2010      |
| Шаповалов Юрій Іванович     | Сільський голова, 1969 року народження, освіта середня спеціальна, член Партії регіонів | 31.10.2010   |                 |

Примітка: таблиця складена за даними сайту Верховної Ради України

### Депутати
За результатами місцевих виборів 2010 року депутатами ради стали:

#### За суб'єктами висування
| Суб'єкт висування                 | Кількість обраних депутатів | %  |
| --------------------------------- | --------------------------- | -- |
| Партія регіонів                   | 8                           | 50 |
| Народна партія                    | 4                           | 25 |
| Політична партія «Сильна Україна» | 4                           | 25 |

#### За округами
| № округу                          | Прізвище, ім'я, по батькові         | Дата визнання обраним | Освіта             | Партійна приналежність | Відомості про обраного депутата                                           |
| --------------------------------- | ----------------------------------- | --------------------- | ------------------ | ---------------------- | ------------------------------------------------------------------------- |
| Народна Партія                    |                                     |                       |                    |                        |                                                                           |
| 2                                 | Печенізька Любов Миколаївна         | 03.11.2010            | середня            | член Народної партії   | пенсіонер                                                                 |
| 9                                 | Баранник Микола Ілліч               | 03.11.2010            | середня            | позапартійний          | ДП ДГ «Гонтарівка», головний енергетик                                    |
| 11                                | Вербівська Олена Валеріївна         | 03.11.2010            | середня спеціальна | позапартійна           | Гонтарівська амбулаторія загальної практики — сімейної медицини, фельдшер |
| 14                                | Коструб Сергій Васильович           | 03.11.2010            | вища               | член Народної партії   | ДП ДГ «Гонтарівка», інженер по ТБ                                         |
| Партія регіонів                   |                                     |                       |                    |                        |                                                                           |
| 1                                 | Мурзін Анатолій Михайлович          | 03.11.2010            | середня            | член Партії регіонів   | ДП ДГ «Гонтарівка», водій                                                 |
| 3                                 | Партальян Ніна Миколаївна           | 03.11.2010            | середня спеціальна | позапартійна           | Гонтарівська сільська рада, секретар                                      |
| 4                                 | Діуліна Алла Вікторівна             | 03.11.2010            | середня спеціальна | позапартійна           | Гонтарівська сільська рада, касир                                         |
| 8                                 | Михайличенко Олександр Анатолійович | 03.11.2010            | середня спеціальна | член Партії регіонів   | ДП ДГ «Гонтарівка», механік                                               |
| 10                                | Бабенко Любов Геннадіївна           | 03.11.2010            | вища               | позапартійна           | ДП ДГ «Гонтарівка», бухгалтер                                             |
| 12                                | Запорожан Лідія Леонідівна          | 03.11.2010            | вища               | позапартійна           | ДП ДГ «Гонтарівка», бухгалтер                                             |
| 15                                | Плугін Сергій Іванович              | 03.11.2010            | середня спеціальна | член Партії регіонів   | пенсіонер                                                                 |
| 16                                | Манько Микола Семенович             | 03.11.2010            | середня спеціальна | позапартійний          | ДП ДГ «Гонтарівка», робітник                                              |
| Політична партія «Сильна Україна» |                                     |                       |                    |                        |                                                                           |
| 5                                 | Дюкова Наталія Сергіївна            | 03.11.2010            | вища               | позапартійна           | ДП ДГ «Гонтарівка», агроном                                               |
| 6                                 | Галиця Аліна Василівна              | 03.11.2010            | вища               | позапартійна           | ДП ДГ «Гонтарівка», економіст                                             |
| 7                                 | Гладун Тетяна Сергіївна             | 03.11.2010            | вища               | позапартійна           | ДП ДГ «Гонтарівка», бухгалтер                                             |
| 13                                | Бондар Анатолій Олексійович         | 03.11.2010            | середня спеціальна | позапартійний          | ДП ДГ «Гонтарівка», водій                                                 |